# لوري هيندرين
لوري هيندرين من مواليد 1958، هي عالمة كمبيوتر كندية، اشتهرت بفضل أعمالها في مجال لغات البرمجة والمحولات البرمجية.

## السيرة الذاتية
حصلت هيندرين على شهادتي باكلوريوس وماجستير في علوم الكمبيوتر من جامعة كوينز في كينغستون في عام 1982 و1984 على التوالي، ثم حصلت على شهادة الدكتوراه في علوم الكمبيوتر من جامعة كورنيل في عام 1990.
انضمت إلى قسم علوم الكمبيوتر في جامعة ماكجيل كأستاذة مساعدة في عام 1990، ثم ترقت إلى أستاذة مشاركة في عام 1995 قبل أن تحصل على رسميتها كأستاذة في عام 2001، ثم شغلت منصب معاونة عميد أكاديمية في كلية العلوم في جامعة ماكجيل من عام 2005 إلى 2014.

## الجوائز والإنجازات الملحوظة
حصلت هيندرين على جائزة التميز في التدريس من كلية العلوم في جامعة ماكجيل للعام الدراسي 2006-2007، كما فازت بوصافة نفس الجائزة في عام 2009، ومُنحت كرسي أبحاث في كندا عام 2011، ثم انتخبت كزميلة في الجمعية الملكية الكندية في عام 2012.
ركزت هيندرين خلال عملها على لغات البرمجة فكتبت عشرات المقالات حول هذا الموضوع ونشرت أخرى في مواقع على الإنترنت وأصبحت في وقت لاحق عضوة في رابطة مكائن الحوسبة التي كتبت فيها عدة سلاسل وكتب حول موضوع البرمجة، ثم شغلت في وقت لاحق منصب رئيسة في قسم لغات البرمجة والتصميم في جمعية الحوسبة الآلية.